# St Michaels (Kent)
St Michaels – wieś w Anglii, w hrabstwie Kent, w dystrykcie Ashford. Leży 24 km na południowy wschód od miasta Maidstone i 74 km na południowy wschód od centrum Londynu.